# Demonax planicollis
Demonax planicollis är en skalbaggsart som beskrevs av Holzschuh 1991. Demonax planicollis ingår i släktet Demonax och familjen långhorningar. Inga underarter finns listade i Catalogue of Life.